# Ben Chilwell
Benjamin James Chilwell (n. 21 decembrie 1996, Milton Keynes, Anglia, Regatul Unit) este un fotbalist britanic, care joacă pe post de fundaș lateral sau wing-back la Crystal Palace în Premier League, împrumutat de la Chelsea FC. Pe plan internațional, are prezențe la națională pentru Anglia U18⁠(d), Anglia U19⁠(d), Anglia U20⁠(d), Anglia U-21⁠(d) și Anglia.
Începându-și cariera la Leicester City, Chilwell a fost împrumutat o perioadă la Huddersfield Town și s-a alăturat lui Chelsea în 2020.

## Palmares
Chelsea
- UEFA Champions League: 2020–21[3]
- UEFA Super Cup: 2021[4]
- Vice-campion FA Cup: 2020–21[5]

Anglia
- Locul trei UEFA Nations League: 2018–19[6]
- Vice-campion Campionatul European de Fotbal: 2020[7]

Individual
- Echipa sezonului UEFA Champions League: 2020–21[8]